# جيم والاس
جيم والاس (بالإنجليزية: Jim Wallace)‏ (9 يونيو 1954 بإستيرلينغ في المملكة المتحدة - ) هو مدرب كرة قدم ولاعب كرة قدم بريطاني في مركز الظهير. لعب مع دونفرملين أثلتيك ونادي ألوا أثليتيك ونادي ألدرشوت ورابطة كرة القدم الاسكتلندية الحادية عشر ‏.